# Veľký Javorník (Javorník-Gebirge)
Der Veľký Javorník liegt in der Slowakei und ist mit 1071,5 m der höchste Berg des Javorník-Gebirges.

## Lage
Der Veľký Javorník liegt etwa 2 Kilometer nordöstlich von Podjavorník, einem Ortsteil von Papradno, und rund 10 Kilometer südwestlich von Makov in der Slowakei, 800 Meter entfernt von der tschechischen Grenze.

## Wege zum Gipfel
Es gibt mehrere Wanderwege, die von Papradno, dessen Ortsteil Podjavorník und von Makov aus zum Veľký Javorník führen.

## Naturschutzgebiet
Am nordöstlichen Hang des Berges liegt das gleichnamige Naturschutzgebiet, das älteste Naturschutzgebiet der slowakischen Region Kysuce.